# France Daigle
Pour les articles homonymes, voir Daigle.
France Daigle (née en 1953 à Moncton) est une écrivaine acadienne du Nouveau-Brunswick (Canada).

## Biographie
France Daigle naît le 18 novembre 1953 à Moncton, au Sud-Est du Nouveau-Brunswick.
Elle obtient un baccalauréat en arts à l'Université de Moncton en 1976. Elle est journaliste au quotidien L'Évangéline de 1973 à 1977. Ce journal est d'ailleurs le sujet de son roman 1953 : chronique d'une naissance annoncée, sorti en 1995.
Elle a publié une dizaine d’ouvrages depuis la parution de son premier livre, « Sans jamais parler du vent », aux éditions d’Acadie, à Moncton, en 1983. Si la prose poétique de ses premiers livres laisse deviner une structure romanesque, cette dernière s’affirme davantage dans « la Vraie Vie » (l’Hexagone/éditions d’Acadie, 1993) et s’accentuera au fil des publications suivantes. Six de ses romans ont été traduits en anglais. 
Elle tient une chronique hebdomadaire dans le quotidien L'Acadie Nouvelle depuis 2013 jusqu'en 2019.
Le réalisateur Jean Marc Larivière a créé le long métrage Effractions à partir du livre La vraie vie. La première de l'œuvre a été présentée dans le cadre du Festival international du cinéma francophone en Acadie en 2014.

## Récompenses et distinctions
- Prix Pascal-Poirier d'excellence en littérature francophone (1991)
- Prix Éloizes le roman Pas pire (1998 et 2002) et Pour sûr (2014)
- France-Acadie pour le roman Pas pire (1998)
- Prix du Lieutenant-gouverneur du Nouveau-Brunswick pour l’excellence dans les arts littéraires, pour l’ensemble de son œuvre (2011)
- Prix Antonine-Maillet Acadie-Vie pour les romans Pas pire (1999) et Pour sûr (2012)
- Prix Champlain pour le roman Pour sûr (2012)
- Prix du Gouverneur général pour le roman Pour sûr (2012)
- Doctorat honorifique de l'Université Mount Allison[2]

## Analyse de l’œuvre
France Daigle est l'une des principales représentantes du postmodernisme littéraire en Acadie. Son œuvre romanesque peut se diviser en deux grandes périodes. La première période est caractérisée par une écriture sobre, concise et abstraite. Elle est inaugurée par son premier roman, Sans jamais parler du vent. Roman de crainte et d'espoir que la mort arrive à temps (1983) et se conclut avec La beauté de l'affaire. Fiction autobiographique à plusieurs voix sur son rapport tortueux au langage (1991). Les textes de cette période sont caractérisés par « la déconstruction du récit, l’autoréflexivité, les références fréquentes au récit à l’intérieur de celui-ci et la mise à distance du monde réel attirent l’attention du lecteur sur l’écriture proprement dite, sur le processus de création de l’œuvre elle-même en tant qu’ouvrage artistique ». La seconde période, qui commence avec 1953. Chronique d'une naissance annoncée (1995), est quant à elle caractérisée par une « certaine prolifération de la parole » et l'Acadie comme thème central de l'écriture. 

## Ouvrages publiés
- Poèmes pour vieux couples, Éditions Perce-Neige (2016)  (ISBN 9782896911707)
- Pour sûr, Boréal (2011)
- Petites difficultés d'existence, Boréal (2002)
- Un fin passage, Boréal (2001)
- Pas pire, Éditions d’Acadie (1998), Boréal (2002)
- 1953. Chronique d’une naissance annoncée, Éditions d'Acadie (1995)
- La vraie vie, l’Hexagone/Éditions d’Acadie (1993)
- La beauté de l’affaire. Fiction autobiographique à plusieurs voix sur son rapport tortueux au langage, Éditions nbj/Éditions d’Acadie (1991)
- L’été avant la mort (en collaboration avec Hélène Harbec), Éditions du remue-ménage (1986)
- Variations en B et K. Plans, devis et contrat pour l’infrastructure d’un pont, Éditions nbj (1985)
- Histoire de la maison qui brûle. Vaguement suivi d’un dernier regard sur la maison qui brûle, Éditions d'Acadie (1985)
- Film d’amour et de dépendance. Chef-d'œuvre obscur, Éditions d'Acadie (1984)
- Sans jamais parler du vent. Roman de crainte et d’espoir que la mort arrive à temps, Éditions d'Acadie (1983)

## Pièces présentées au théâtre
- Histoire de la maison qui brûle (2004) présentée par Moncton Sable
- Sans jamais parler du vent (2004) présentée par Moncton Sable
- En pelletant de la neige (2004) présentée par Moncton Sable
- Bric-à-brac (2001) présentée par Moncton Sable
- Foin (2000) présentée par Moncton Sable
- Craie (1999) présentée par Moncton Sable
- Sable (1997) présentée par Moncton Sable